# Estadio Leonardo Garilli
El Estadio Leonardo Garilli anteriormente Stadio Galleana es un estadio de fútbol ubicado en la ciudad de Piacenza, región de Emilia-Romagna, Italia. El estadio inaugurado en 1969, posee una capacidad para 21.600 personas y es la sede del Piacenza Calcio 1919 de la Serie B Italiana.
Inaugurado en 1969 como Estadio Municipal, desde 1997 lleva el nombre en memoria del ingeniero Leonardo Garilli , quien fue presidente del Piacenza de 1983 a 1996, año de su muerte, y artífice del triple ascenso del club de Serie C2 a Serie A. También es conocido como Stadio Galleana, por el nombre del barrio en el que se encuentra.
Además de albergar, desde su inauguración, los partidos del Piacenza Calcio, también fue el estadio local del Pro Piacenza entre 2014 y 2019.

## Historia
La instalación fue construida en 1969 tras el ascenso de Piacenza a la Serie B para sustituir al obsoleto estadio de Barriera Genova, que estaba demasiado cerca del centro de la ciudad y tenía poca capacidad.
El constructor Vincenzo Romagnoli, en aquel momento presidente de Piacenza, eligió una zona periférica cerca del parque de Galleana, donde estaba prevista una expansión urbana en pocos años. Para la construcción se utilizaron elementos prefabricados para reducir costos, tiempos de obra y permitir la instalación de la pista alrededor del campo y el sistema de iluminación, gracias a lo cual la instalación fue adecuada para albergar reuniones internacionales de atletismo.
La capacidad era de aproximadamente de 15.000 espectadores, de los cuales 12.000 eran asientos, y el coste se estimó en aquel momento en alrededor de 500 millones de liras.
El primer partido oficial celebrado allí fue el 31 de agosto de 1969, primera jornada de la Copa Italia, entre el Piacenza y el Torino, que acabó 1-1 con un autogol de Bordignon para los Granata y el empate para el Piacenza obra de Robbiati. La inauguración oficial tuvo lugar el 21 de septiembre del mismo año, durante el partido contra el Perugia Calcio, por la primera fecha del torneo de liga.
En 1977, debido a las obras en el cercano estadio Beltrametti, el Galleana albergó los partidos como local del Piacenza Rugby Club, recién ascendido a la Serie A de Rugby.
El estadio Leonardo Garilli fue sede de un partido amistoso de la selección italiana de fútbol el 5 de septiembre de 2001 contra Marruecos, y que finalizó con un resultado de 1-0 a favor de los azzurri.
El club Feralpisalò ascendió a la Serie B en 2023-24, su estadio el Lino Turina que posee una capacidad de 2.300 asientos, no cumple los requisitos de la liga, por lo que juega en el estadio de Piacenza.

Panorámica del estadio
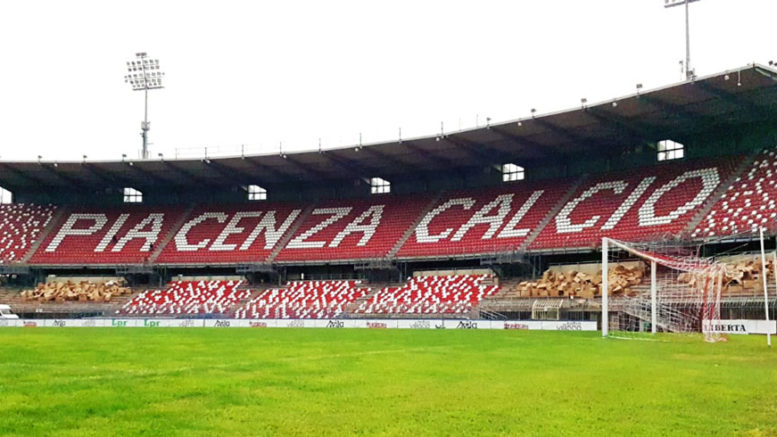
Tribuna principal.